# جورج بيريرا
جورج بيريرا (بالبرتغالية: George Edward Pereira‏) هو مستكشف برتغالي، ولد في 26 يناير 1865 في مرليبون في المملكة المتحدة، وتوفي في 20 أكتوبر 1923 في باتانغ، مقاطعة باتانغ ‏ في الصين.